# Fort Fairfield (Maine)
Fort Fairfield – miasto w Stanach Zjednoczonych, w stanie Maine, w hrabstwie Aroostook.